# William Mark Whitten
William Mark Whitten (Memphis (Tennessee), 20 oktober 1954 – Gainesville (Florida), 11 april 2019) was een Amerikaanse botanicus. Hij was gespecialiseerd in orchideeën.

## Loopbaan
In 1976 studeerde hij af als bioloog op het Thomas More College, in 1979 behaalde hij zijn diploma in de plantkunde aan de Universiteit van Tennessee en in 1985 zijn Ph.D. in de plantkunde aan de Universiteit van Florida.
Whitten was hoogleraar en onderzoeker bij de Universiteit van Florida. Zijn onderzoek omvat onder meer de moleculaire fylogenie, de taxonomie en de chemische ecologie van orchideeën en de bestuiving ervan door bijen van de tribus Euglossini. Ook focuste hij zijn onderzoek op de evolutie van bestuivingssystemen in de tribus Cymbidieae.
Sinds 1993 was Whitten ook medewerker bij het Florida Museum of Natural History, waar hij de activiteiten rond DNA-sequencing leidt.
Hij overleed in 2019 op 64-jarige leeftijd.